# عنبسة بن أبي سفيان
أبو عثمان عنبسة بن أبي سفيان بن حرب الأموي القرشي (5 هـ - 50 هـ / 627م - 670م) تابعي من رواة الحديث من أهل مكة، أبوه الصحابي أبو سفيان بن حرب، وأخته أم المؤمنين أم حبيبة وأخوه الخليفة معاوية، ولاه أخوه معاوية غزو الروم عام 42 هـ فبلغ مرج الشحم، ثم ولاه أميراً على مكة المكرمة.
روى عنبسة بن أبي سفيان عن أخته أم المؤمنين أم حبيبة، وشداد بن أوس، وروى عنه أبو أمامة الباهلي، ويعلى بن أمية، وعمرو بن أوس الثقفي، وأبو عبد الرحمن القاسم، وأبو صالح بن مهاجر، والمسيب بن رافع، ومكحول الشامي، وعطاء بن أبي رباح، وحسان بن عطية وغيرهم.

## نسبه
هو: عنبسة بن أبو سفيان وأسمه صخر بن حرب بن أمية بن عبد شمس بن عبد مناف بن قصي بن كلاب بن مرة بن كعب بن لؤي بن غالب بن فهر بن مالك بن قريش بن كنانة بن خزيمة بن مدركة بن إلياس بن مضر بن نزار بن معد بن عدنان الأموي العبشمي القرشي الكناني، يُكَنى بأبي عُثَمان ويقال بأبي الوليد ويُقَال بأبي عامر.

## أولاده
كان لعنبسة بن أبي سفيان ولدين من الذكور وبنتين من الأناث وهم:
- عُثُمان بن عنبسة وهو أكبر أولاده وبه يُكَنى، وأمه زينب بنت الزبير بن العوام.
- أبان بن عنبسة وأمه أم ولد.
- عاتكة بنت عنبسة وتزوجها ابن عمها عثمان بن محمد بن أبي سفيان وولدت له مُحَمد بن عثمان. وأمها زينب بنت الزبير.
- أم كلثوم بنت عنبسة وتزوجها عبد الله بن يزيد بن معاوية بن أبي سفيان وولدت له أم عثمان بنت عبد الله. وأمها زينب بنت الزبير.